# Tony Leach
Thomas "Tony" Leach (23 tháng 9 năm 1903 - 1970) là một cầu thủ bóng đá người Anh, thi đấu ở vị trí trung vệ.

## Sự nghiệp
Sinh ra ở Rotherham, Leach thi đấu cho Sheffield Wednesday và Newcastle United, và có 2 lần ra sân cho đội tuyển Anh năm 1930. Ông thi đấu trong thất bại 2-1 của Sheffield Wednesday trước Arsenal ở Charity Shield tại Stamford Bridge vào tháng 10 năm 1930.